# Den nye Huslærer
 Ikke at forveksle med Den ny Huslærer.
Den nye Huslærer er en dansk stumfilm fra 1914, der er instrueret af Lau Lauritzen Sr. efter manuskript af Verner Nielsen.

## Handling
Denne artikel mangler et handlingsreferat. Hjælp os med at skrive det.

## Medvirkende
- Charles Wilken - Grev Jarl Gyldenkrone
- Henny Lauritzen - Grevinden
- Frederik Buch - Greveparrets søn
- Erik Holberg - Hr. Severinsen, huslærer
- Torben Meyer - Valde, vagabond
- Peter Jørgensen
- Holger Syndergaard
- Gabi Lijon
- Vita Blichfeldt
- Oluf Billesborg
- Agnes Andersen
- Carl Petersen